# Amt Arnstein (Hochstift Würzburg)
Das Amt Arnstein war ein Amt des Hochstifts Würzburg.

## Geschichte
Stadt, Schloss und Amt Arnstein waren Besitz des Adelsgeschlechts Trimberg. Konrad III. von Trimberg übertrug am 25. Januar 1297 diesen Besitz mit Zustimmung seiner Ehefrau Adelheid an das Hochstift Würzburg und ging in ein Kloster. Dessen Sohn Konrad IV. focht den Vertrag an, in einem Rezess von 1292 wurde aber der Besitz des Amtes von Würzburg auf ewig bestätigt. Am 25. Juli 1660 erwarb Kurfürst Johann Philipp von Schönborn die Güter und Rechte der Witwe Haxthausen für 3000 Gulden.
Die Statistik des Hochstiftes Würzburg von 1699 nennt 1034 Untertanen in einer Stadt und 20 Dörfern. Als jährliche Einnahmen des Hochstiftes aus dem Amt wurden abgeführt: Schatzung: 265 Reichstaler, 9 Batzen, Akzise und Ungeld: 680 fl und Rauchpfund: 1026 Pfund.
1719 wurden die Herrschaft Büchold von Würzburg erworben und 1776 als Amt Büchold aufgehoben und dem Amt Arnstein zugeordnet. Es wurde nun als Amt Arnstein mit Büchold bezeichnet. Im 18. Jahrhundert wurde das Amt Arnstein auch als Oberamt bezeichnet. An der Spitze stand formell ein adliger Oberamtmann.
Nach dem Übergang an Bayern 1802 wurde das Amt aufgehoben und der überwiegende Teil der Orte dem Landgericht Arnstein zugeordnet.

## Zentgericht
Die Zent Arnstein bestand aus den unten genannten Amtsorten sowie folgende Orte aus dem Amt Trimberg: Schwebenried, Altbessingen, Burghausen und Gauaschach. Daneben gehörte der Ort Gramschatz (Vogtei Haug) zur Zent.
Das Zentgericht wurde außerhalb der Stadt vor dem Schwebenrieder Tor gehalten. Im Winter wurde es im Gasthaus „Zum Engel“ am nördlichen Ende des Marktplatzes neben dem Schwebenrieder Tor gehalten. Als Flurname weist „Centhäusel“, etwa 300 Meter nordöstlich der Kirche auf diesen Gerichtsplatz hin. Die Stadt selbst verfügte über ihr eigenes Hochgericht bestehend aus dem Amtmann, dem Schultheißen und 12 Ratsmitgliedern. Dieses Gericht trat im Rathaus zusammen. Die Richtstätte befand sich auf dem Galgenberg. Als Flurnamen weisen „Galgenberg“, etwa 1100 Meter nordöstlich der Kirche und „Stockgasse“ etwa 400 Meter West-Südwest der Kirche darauf hin.

## Umfang
Dieses Oberamt bestand aus der Stadt Arnstein und den Ortschaften Binsbach, Binsfeld, Brebersdorf, Dattensoll, Erbshausen-Sulzwiesen, Eßleben, Gänheim, Greßthal, Halsheim, Hausen, Heugrumbach, Hundsbach, Kaisten, Marbach, Müdesheim, Mühlhausen, Obersfeld, Opferbaum, Reichelheim, Rieden, Rütschenhausen und Schwemmelsbach sowie die Höfe Erlasee, Ruppertzaint.
1719 wurden noch Bettendorf, Büchold und Sachserhof erworben.

## Persönlichkeiten

### Oberamtmänner
- Carl Heinrich von Hirschberg [1800][2]

### Amtskeller
- Caspar Probst (Amtskeller, Stadtschultheiß und Zunftrichter) [1800]